# Temperatura mais baixa registada na Terra

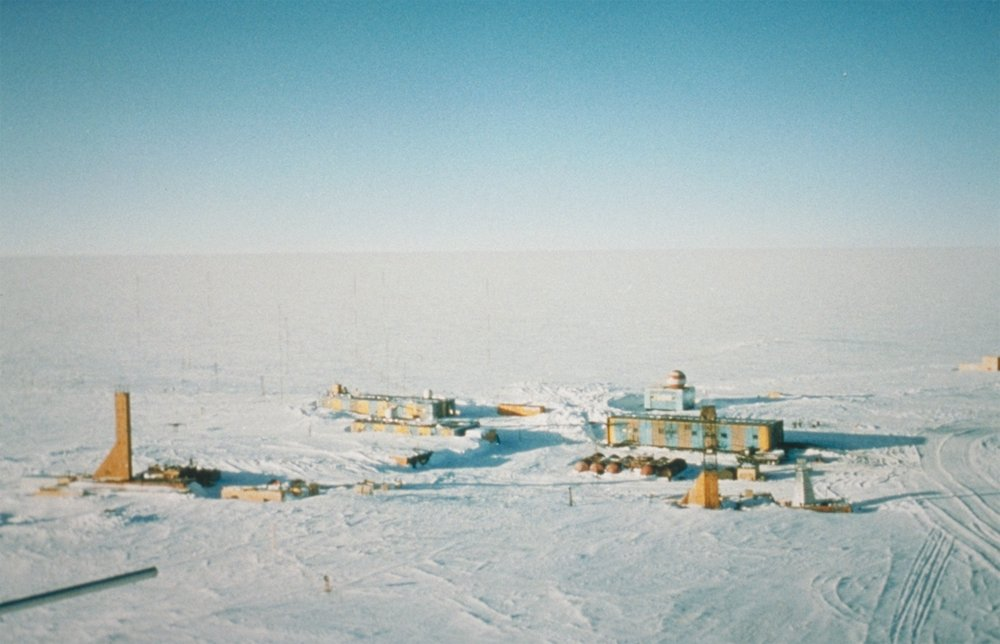
A Estação Vostok.

A temperatura mais baixa já registada na Terra diretamente por termômetros posicionados no solo foi de −89,2 °C em 21 de julho de 1983 na Estação Vostok, uma base científica na Antártida considerada o polo do frio. Sob outros métodos menos confiáveis, temperaturas mais baixas foram registradas em outras partes do continente, como −93,2 °C em 10 de agosto de 2010 (por satélites de sensoriamento remoto) e −95 °C segundo uma estimativa de 2009.

## Progressão histórica
Em 21 de janeiro de 1838, um registro foi feito pelo comerciante russo Neverov em Yakutsk, de -60 °C (-76 °F; 213 K). Em 15 de janeiro de 1885, H. Wild informou que uma temperatura de -68 °C (-90 °F; 205 K) foi observada em Verkhoyansk. Uma medição posterior no mesmo local em fevereiro de 1892 foi relatada como -69,8°C (-93,6°F; 203,3 K). Pesquisadores soviéticos anunciaram mais tarde um registro de -67,7 °C (-89,9 °F; 205,5 K) em fevereiro de 1933 em Oymyakon, cerca de 650 km (400 milhas) a sudeste de Verkhoyansk; essa medição foi relatada por textos soviéticos durante a década de 1940 como um recorde de baixa, com a medição anterior de Verkhoyansk ajustada retroativamente para -67,6 °C (-89,7 °F; 205,6 K).
A próxima medição confiável foi feita durante a temporada de 1957 na Estação Pólo Sul Amundsen-Scott na Antártida, produzindo -73,6 °C (-100,5 °F; 199,6 K) em 11 de maio e -74,5 °C (-102,1 ° F; 198,7 K) em 17 de setembro. O próximo recorde mundial de baixa temperatura foi uma leitura de -88,3°C (-126,9°F; 184,8 K), medida na Estação Vostok soviética em 1968, no Planalto Antártico. Vostok novamente quebrou seu próprio recorde com uma leitura de -89,2 °C (-128,6 ° F; 184,0 K) em 21 de julho de 1983. Este permanece o recorde para uma temperatura registrada diretamente.